# Валери Григоров
Валери Методиев Григоров е български офицер, генерал-майор от МВР.

## Биография
Роден е на 4 ноември 1959 г. в Трън. Завършва „Експлоатация и ремонт на дизелови локомотиви“ в Полувисшия железопътен институт „Тодор Каблешков“ в София през 1980 г., а през 1992 г. и право във Висшия институт на МВР. Влиза в МВР през 1985 г. Работи в Столичната дирекция на вътрешните работи, както и в Осмо РПУ в София. През 1998 г. е назначен за началник на отдел „Охранителна полиция“ в СДВР. На 19 юни 2000 г. е назначен за директор на Национална служба „Гранична полиция“ на МВР. На 25 юни 2004 г. е удостоен със званието генерал-майор от МВР. На 27 декември 2005 г. е освободен от длъжността директор на Национална служба „Гранична полиция“ на Министерството на вътрешните работи. Бил е съветник в кабинета на министъра на вътрешните работи Румен Петков. Към 2013 г. е служител по сигурността на класифицираната информация в Софийския апелативен съд.

## Военни звания
- Полковник
- Генерал-майор от МВР (25 юни 2004)